# 사요 후쿠코
사요 후쿠코(일본어: 小夜 福子 さよ ふくこ[*], 본명: 토고 후미코(東郷 富美子), 결혼 전 성: 이이다(飯田), 1909년 (메이지 42년) 3월 5일 - 1989년 (헤이세이 원년) 12월 29일)는 일본의 배우이다. 쇼와 시대 중기, 전 다카라즈카 가극단 츠키구미 남역 스타이자 츠키구미 조장이다. 이시카와현에서 태어나, 시즈오카현 누마즈시에서 자랐다. 애칭은 결혼 전 성인 "이이다" 또는 "링고짱"이다.

예명은 오구라 백인일수 제 94번 : 참의 마사츠네의
御吉野の 山の龝風 小夜更けて 舊里寒く 衣打つ也 

미요시노 산의 풍파 작은 밤이 깊어 옛리 춥게 옷을 입다
에서 지어졌다.

## 약력
1921년 (다이쇼 10년), 다카라즈카 음악가극학교 (당시에는 다카라즈카 소녀 가극단과 한몸이었다)에 입학하여, 이듬해 1922년 (다이쇼 11년), 츠키구미에 배속되었다. 다카라즈카 가극단 11기생이다. 쇼와 초기의 남역으로 인기를 얻었고, 1939년 (쇼와 14년), 츠키구미 조장이 되었다. 본공연에서 종연후에 부르는 「さよなら皆様」의 제작자 중 한명이다.
1940년 (쇼와 15년) 8월, 다카라즈카 가극단 재단 중에 「小雨の丘」 (작사: 사토 하치로, 작곡: 핫토리 료이치)로 콜롬비아에서 레코드 데뷔하는 등의 활약을 펼쳤으나, 1942년 (쇼와 17년), 엄청난 인기를 끌던 도중, 다카라즈카 가극단을 퇴단하였다. 가극단 연출가인 토고 시즈오와 결혼을 하고, 출산 (아들 재즈가수 토고 테루히사) 등의 일로 일시적으로 일을 쉬었지만, 1943년 (쇼와 18년)에 제 2차 토호 가극에 참가하며 복귀했다.
전후에는 극단 민예에 입단해 명 조연으로 활약했다. 『세일즈맨의 죽음』, 『안네의 일기』 등의 무대에 섰다. 1947년 (쇼와 22년), 영화 데뷔 이후, 영화와 TV드라마에도 자주 출연했다. 기품이 있는 상냥한 어머니를 연기하는 일이 많아, 1957년 (쇼와 32년)에 개봉한 『폭풍을 부르는 남자』에서는 이시하라 유지로의 어머니 역을 연기했다. 배우 활동은 1988년 (쇼와 63년)의 무대 『삼년 네타로』가 마지막 출연이 되었다.
1989년 (헤이세이 원년) 9월 15일 금요일에 입원 투병중인 몸이긴 했지만, TV아사히 테츠코의 방에 게스트로서 출연했다. 다카라즈카 소녀 가극단 시절의 1939년 (쇼와 14년)에 제 1회 미국 공연으로 미국을 방문했을 때의 에피소드 등을 이야기 했다. 같은 해 연말 12월 29일, 심부전으로 사망했다. 향년 80세이다.
사망 후, 2014년 (헤이세이 26년)에 설립된 다카라즈카 가극단의 「다카라즈카 가극의 전당」의 최초 100인 중 한명으로서 전당에 입성했다.

## 가족 및 친족
- 남편 : 토고 시즈오 (東郷静男)
- 아들 : 토고 테루히사 (東郷輝久)
- 며느리 : 전 호시구미 여역 야치요 타마키 (八千代環, 48) - 미노루 코우의 친어머니의 사촌. 후에 나가레 케이코(流けい子)로 개명. 가수 및 가창 지도자 (아야키 나오 등 지도한 적이 있음)로서 활동 중
- 손자 : 토고 아츠시 (東郷淳) - 성대모사 개그맨 (전 스다치 to 카보스 멤버). 예명은 "앗쿤(あっくん)"
- 손자 : 토고 사카이 (東郷宇) - 회사원 생활을 하다가, 현재는 드러머로 활동 중